# Miocupes rihai
Miocupes rihai is een keversoort uit de familie Cupedidae. De wetenschappelijke naam van de soort is voor het eerst geldig gepubliceerd in 1973 door Ponomarenko.